# Fain-lès-Moutiers
Fain-lès-Moutiers ist eine französische Gemeinde mit 152 Einwohnern (Stand 1. Januar 2022) im Département Côte-d’Or in der Region Bourgogne-Franche-Comté. Sie gehört zum Kanton Montbard und zum gleichnamigen Arrondissement Montbard.

## Lage
Das Gemeindegebiet wird vom Flüsschen Bornant durchquert.
Nachbargemeinden sind Bierry-les-Belles-Fontaines im Nordwesten, Quincy-le-Vicomte im Nordosten, Senailly im Osten, Athie im Südosten, Moutiers-Saint-Jean im Süden, Corsaint im Südwesten und Vassy-sous-Pisy.

## Bevölkerungsentwicklung
| Jahr                       | 1962 | 1968 | 1975 | 1982 | 1990 | 1999 | 2008 | 2015 |
| -------------------------- | ---- | ---- | ---- | ---- | ---- | ---- | ---- | ---- |
| Einwohner                  | 230  | 212  | 179  | 159  | 141  | 147  | 190  | 159  |
| Quellen: Cassini und INSEE |      |      |      |      |      |      |      |      |

## Persönlichkeiten
- Catherine Labouré (1806–1876), Vinzentinerin, Heilige der römisch-katholischen Kirche